# Rachel de Haze
Rachel de Haze (Amsterdam, 29 januari 1991) is een voormalige Nederlandse handbalster die in de Nederlandse eredivisie uitkwam voor VOC. De Haze is de kleindochter van oud-voetbalinternational Rinus Israël.
Rachel de Haze stopte na het seizoen 2019/2020 met handballen en vervolgde haar loopbaan als trainster.

## Onderscheidingen
- Speelster van het jaar van de Eredivisie: 2013/2014, 2014/2015, 2015/2016